# Блунк
Блунк (нем. Blunk) — община в Германии, в земле Шлезвиг-Гольштейн. 
Входит в состав района Зегеберг. Подчиняется управлению Трафе-Ланд.  Население составляет 602 человека (на 31 декабря 2010 года). Занимает площадь 10,69 км².